# Mbuguni
Mbuguni ist ein Verwaltungsbezirk (Ward) des Distrikts Meru in der tansanischen Region Arusha.

## Geografie
Mbuguni liegt im Norden von Tansania, etwa 30 Kilometer südöstlich der Regionshauptstadt Arusha, an der Grenze zum Distrikt Simanjoro der Region Manyara.
Das Klima in Mbuguni ist tropisch, Aw nach der effektiven Klimaklassifikation. Im Jahresdurchschnitt regnet es 758 Millimeter. Der Großteil der Niederschläge fällt in den Monaten November bis Mai mit einer Spitze von 161 Millimeter im April. In den Monaten Juni bis September regnet es jeweils weniger als 30 Millimeter. Die Durchschnittstemperatur schwankt zwischen 18,6 Grad Celsius im Juli und 24,8 Grad im Februar.
Der Bezirk hat eine Fläche von 22,8 Quadratkilometern. Bei der Volkszählung 2022 lebten hier 10.026 Menschen in 2665 Haushalten.

## Gliederung
Der Bezirk besteht aus vier Gemeinden (Mtaa) mit 15 Orten (Kitongoji):
| Mbuguni - Madukani - Kambi ya Tanga Kati - Kambi ya Tanga Chini - Dipu - Roman cathoric | Mikungani - Shuleni - Kanisani - Mtoni - Msikitini - Komolo | Kikuletwa - Msufini - Mnazi Mmoja - Manyata - Kigongoni - Kati | Msitu wa Mbogo |

## Wirtschaft und Infrastruktur
- Gesundheit: In Mbuguni befindet sich ein öffentliches Gesundheitszentrum,[7] in der Gemeinde Mikungani eine Apotheke[8]
- Bildung: Die Mbuguni Secondary School ist eine öffentliche weiterführende Schule, die auch Internatsplätze anbietet und Jugendliche bis zur 4. Stufe ausbildet.[9]